# Paravelleda tanganjicae
Paravelleda tanganjicae är en skalbaggsart som beskrevs av Stefan von Breuning 1966. Paravelleda tanganjicae ingår i släktet Paravelleda och familjen långhorningar. Inga underarter finns listade i Catalogue of Life.